# Chlorophorus nigerrimus
Chlorophorus nigerrimus là một loài bọ cánh cứng trong họ Cerambycidae.